# Dolenja vas pri Krškem
Dolenja vas pri Krškem – wieś w Słowenii, w gminie Krško. W 2018 roku liczyła 217 mieszkańców.